# As the Light Goes Out
As the Light Goes Out (en chino: 救火英雄) es una película de acción de 2014 dirigida por Derek Kwok, producida entre China y Hong Kong y protagonizada por Nicholas Tse, Shawn Yue, Simon Yam y Hu Jun. El actor y artista marcial Jackie Chan hace una aparición especial en el filme. Bien recibida por la crítica especializada, la película es considerada por la crítica Maggie Lee de la revista Variety como «una visión descarnada, auténtica y elegante del género de la lucha contra el fuego».

## Sinopsis
El cuerpo de bomberos de Hong Kong lucha contra un incontrolable incendio que amenaza con reducir a escombros a toda una ciudad. Sam Ho Wing-sam, Yau Pong-chiu, Lee Pui-to y Hai Yang deben usar todos los medios posibles para evitar que se pierdan más vidas humanas mientras tratan de apagar el fuego.

## Reparto

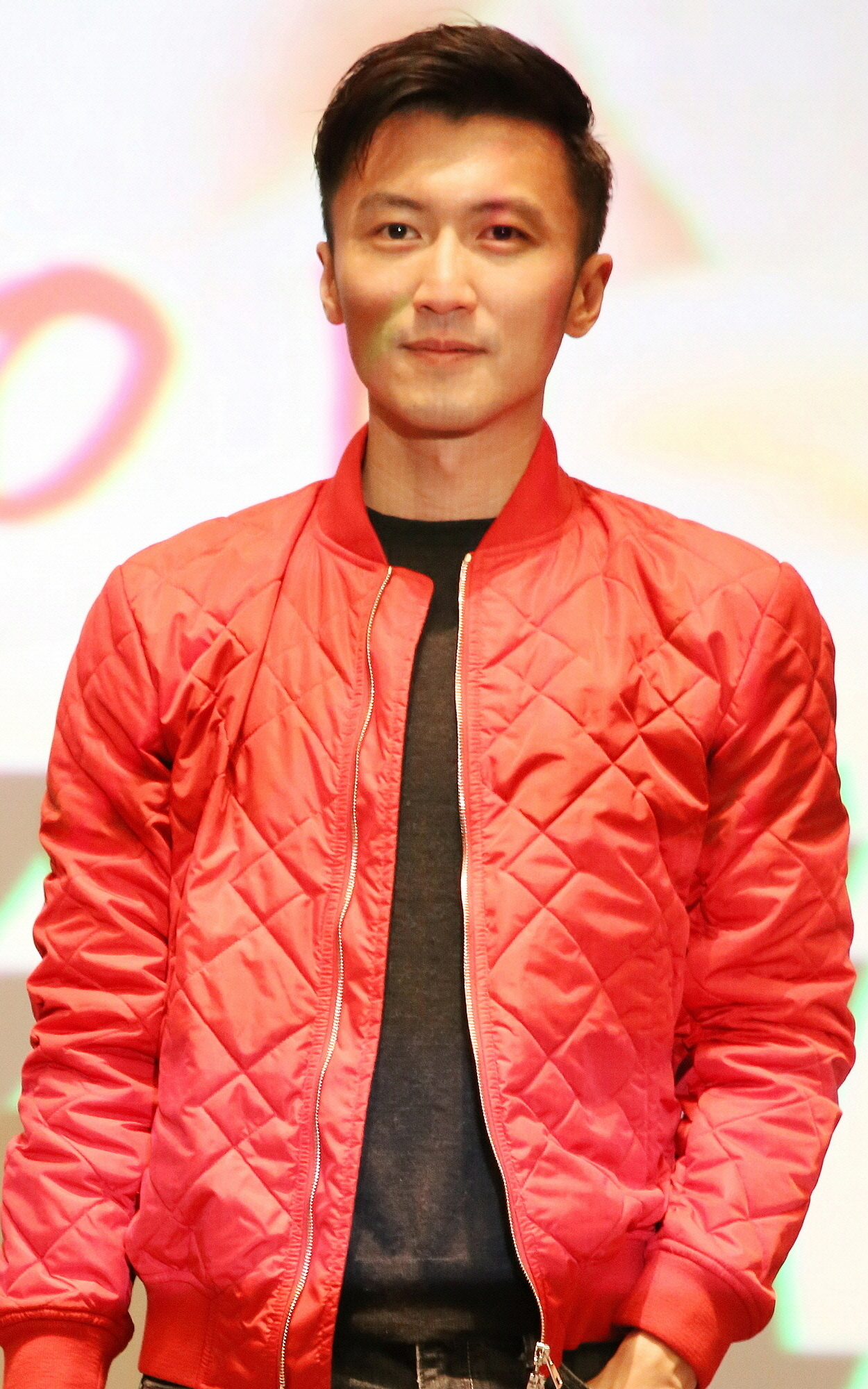
Nicholas Tse es uno de los protagonistas del filme

- Nicholas Tse es Sam Ho Wing-sam
- Shawn Yue es Yau Pong-chiu
- Simon Yam es Lee Pui-to
- Hu Jun es Hai Yang
- Michelle Bai es Yang Lin
- William Chan es Cheung Man-kin
- Andy On es Yip Chi-fai
- Patrick Tam es el señor Man
- Liu Kai-chi es Tam Sir
- Deep Ng es Ben Sir
- Kenny Kwan es Siu-kiu
- Alice Li es Emily
- Jackie Chan es él mismo